# Aphragmus obscurus
Aphragmus obscurus är en korsblommig växtart som först beskrevs av Stephen Troyte Dunn, och fick sitt nu gällande namn av Otto Eugen Schulz. Aphragmus obscurus ingår i släktet Aphragmus och familjen korsblommiga växter. Inga underarter finns listade i Catalogue of Life.